# Сиряки
Сиряки́ (укр. Сіряки) — село, Солоницевская поселковая община, Харьковский район, Харьковская область, Украина.
Код КОАТУУ — 6322057603. Население по переписи 2019 года составляет 205 человек.

## Географическое положение
Село находится на расстоянии в одном км от Харьковской окружной дороги (М-03) и примыкает к границе города Харьков (район Залютино — Лагерное);
на расстоянии двух км южнее расположен посёлок Подворки;
на расстоянии трёх км северо-западнее расположено село Куряжанка;
село окружено Куряжским лесным массивом (дуб).

## История
- Вторая половина XVIII века — дата основания (в 1650 году, как было ранее указано на сайте Верховной Рады, основаны не Сиряки, а слобода Гавриловка, ныне входящая в ту же Солоницевскую поселковую общину).
- На север от села Куряж (ныне Куряжанка) в 1804 году[2] находился небольшой хутор Кременной, владелицей которого была дворянка Александра Беляева;[2] у неё в наёмных работниках работал селюк Сирик (укр. Ciрик), который потом поселился на этой земле[2] и по прозванию которого было названо затем село.
- В 1869 году на данном хуторе проживали девять ревизских душ.[2]
- Перед ВОВ, в 1940 году, на хуторе Сиряки[5] было 9 дворов и на расположенном восточнее хуторе Савченко — 27 дворов.[1]
- Хутор был оккупирован вермахтом в конце октября 1941 года, окончательно освобождён 21 августа 1943 года.
- Во второй половине марта [1943], после вторичной оккупации Харькова немецкими войсками, туда прибыла команда палачей под названием «ЭК-5». В первые же дни эта команда арестовала 2 500 советских граждан и расстреляла их в селе Куряж (в 12 километрах от Харькова). Эта же команда расстреляла в лесопарке около 3.000 советских граждан, среди которых было много женщин и детей. В августе текущего года, за несколько дней до своего бегства из Харькова, гитлеровцы увезли 500 жителей в село Куряж и зверски убили их.[6] Братская могила расстрелянных находится в Куряжском лесу возле села Сиряки.
- С 14 по 17 августа 1943 года советская разведгруппа под общим командованием разведчика Вениамина Завертяева, действуя группами по 5-6 человек в районе оккупированных нацистами населённых пунктов Куряжанка и Сиряки, вела разведку в полосе действий своей 84-й дивизии, совершала диверсии на дорогах, уничтожила 58 солдат противника, 2 автомашины и 3 мотоцикла. Затем группа атаковала вражеский обоз, уничтожив 34 солдата и 12 повозок с грузами.[7][8] В честь разведчика РККА Завертяева в посёлке после ВОВ была названа улица.

## Экономика
- Магазин.

## Объекты социальной сферы
- Фельдшерско-акушерский пункт.
- Село газифицировано.
- Есть вода.[неоднозначно]

## Улицы Сиряков
- Абрикосовая улица.
- Виноградная улица.
- Дружбы народов переулок (переходит в улицу Куряжскую в Подворках).
- Завертя́ева улица.
- Фруктовая улица.
- Лесной переулок.
- Малиновая улица.
- Яблоневая улица.
- Яблоневый въезд.
- Молодёжная улица.
- Новая улица.
- Солнечная улица (переходит в Лагерный проезд г. Харькова)
- Дружбы Народов улица.
- Строительная улица.
- 1-й, 2-й, 3-й Строительные переулки.
- Тени́стая улица.

## Достопримечательности
- Братская могила советских воинов. Похоронены 23 павших воина, погибших во время освобождения села от немцев в 1943 году.
- В лесу около села в Куряжском лесу находится братская могила жертв нацистской оккупации. Захоронены около трёх тысяч советских граждан, вывезенных сюда из Харькова и расстрелянных во время второй оккупации Харькова фашистами в 1943 году.

## Исторические факты
После выхода в СССР в 1985 году на диске фирмы «Мелодия» «Поверь в мечту» песни Юрия Антонова «Есть улицы центральные…» («На улице Каштановой») в Сиряках соседние улицы были названы по словам данной песни : «Пройду по Абрикосовой, сверну на Виноградную, и на Тенистой улице я постою в тени…» Абрикосовая улица — самая длинная, Виноградная сворачивает от неё под прямым углом, далее по Абрикосовой от центра села — Тенистая улица.